# Open Sesame
Open Sesame ist ein Jazz-Album von Freddie Hubbard, aufgenommen am 19. Juni 1960 in Englewood Cliffs,
New Jersey und veröffentlicht auf Blue Note Records.

## Das Album
Open Sesame war das Plattendebüt beim Blue Note-Label des damals 22-jährigen Trompeters, der kurz zuvor noch im Oktett von Slide Hampton und dem Sextett von Jay Jay Johnson spielte. Außerdem hatte er mit John Coltrane, Sonny Rollins und Eric Dolphy gearbeitet. Bis auf den Bassisten Sam Jones hatte Hubbard für die Session weitere Newcomer engagiert, den Schlagzeuger Clifford Jarvis, den jungen Pianisten McCoy Tyner, der vorher lediglich mit Coltrane, Curtis Fuller und dem Benny Golson/Art Farmer Jazztet gearbeitet hatte, sowie den Tenorsaxophonisten Tina Brooks, der dann nach einigen Blue Note-Sessions von der Szene verschwand. Hubbard hatte Brooks in Count Basie´ Club bei einer Jam-Session kennengelernt und bei dessen Blue Note-Album True Blue im Juni 1960 mitgewirkt. Brooks schrieb dann die Komposition „Gypsy Blue“ und das Titelstück „Open Sesame“. Ira Gitler versteht die Bedeutung des Titels, „Sesam öffne dich!“, entnommen der Erzählung von Ali Baba und die vierzig Räuber (aus den Erzählungen aus Tausendundeiner Nacht) gleichsam als „Türöffner“ für zwei Türen, eine Tür, die das Blue Note-Label für den jungen Trompeter geöffnet hat, die andere Tür, die durch Freddie Hubbard selbst durch sein Spiel auf diesem Album geöffnet wird.
Open Sesame eröffnet das Album mit einer swingenden Grundstimmung, die Ira Gitler stark an die frühen Jazz Messengers bzw. das Horace Silver Quintett erinnert. Der Standard „But Beautiful“ ist eine Ballade mit gefühlvollen Soli der Bläser und des Pianisten. Tina Brooks’ Titel Gypsy Blue mit dem einprägsamen, Unisono vorgetragenen Thema erinnert an Balkanmusik, mit Soli von Brooks, Hubbard, Tyner und Jones. Der Standard „All or Nothing at All“ ist klassischer Hardbop, mit einem straight ahead spielenden Clifford Jarvis.
„One Mint Julep“ war ursprünglich ein Rhythm-and-Blues-Hit der Formation The Clovers; Hubbard spielte den Titel häufig bei seinen Auftritten im Turbo Village. Nach einer langen thematischen Einleitung folgen Soli von Brooks, Hubbard und Tyner. Der letzte Titel, Hubbards Komposition Hub’s Nub zeigt nach Gitlers Einschätzung das durchdacht kontrollierte Spiel des
Trompeters in der Frontlinie einer solide agierenden Rhythmsection. Tina Brooks schließt sich mit einem energiegeladenen Solo an.

## Bewertung des Albums
Richard Cook und Brian Morton, die in ihrem Penguin Guide to Jazz das Album mit der höchsten Bewertung versehen, zählen Open Sesame – sowie seine Nachfolgealben Goin´ Up (1961) und Hub-Tones (1962) zu den klassischen Werken des
Hardbop; der jugendliche Drang der Musiker um Freddie Hubbard in den ersten beiden Blue Note-Alben gestalten diese sehr lebendig; die Autoren heben insbesondere dessen Solo im Titelstück hervor. Open Sesame sei auch ein bedeutsamer Auftritt des Saxophonisten
Tina Brooks, der mit seiner Mischung aus elegantem und gebrochenem Spiel hervortrete.

## Editorische Anmerkungen
Die CD wurde 2001 in der Reihe Rudy Van Gelder-Edition wiederveröffentlicht, versehen mit zwei bislang unveröffentlichten, längeren Versionen von „Open Sesame“ und „Gypsy Blue“ sowie neuen liner notes von Bob Blumenthal, die insbesondere auf Tina Brooks weitere Karriere eingehen.

## Titelliste
- Freddie Hubbard Quintett – Open Sesame (LP-Ausgabe BLP 4040 / BNJ 71013 / BST 84040, CD-Ausgabe, (724349534124) erschienen 2001)

1. Open Sesame (Tina Brooks) 7:08
2. But Beautiful (Johnny Burke/Jimmy Van Heusen) 6:23
3. Gypsy Blue (Tina Brooks) 6:25
4. All or Nothing at All (Jack Lawrence/Arthur Altman) 5:32
5. One Mint Julep (Rudolph Toombs) 6:00
6. Hub’s Nub (Freddie Hubbard) 6:51
7. Open Sesame (alternate take) 7:14
8. Gypsy Blue (alternate take) 7:35